# Take That
Take That est un groupe britannique de pop, originaire de Manchester, en Angleterre. La première formation du groupe se composait de Jason Orange et Robbie Williams. Gary Barlow est le chanteur principal et le principal auteur-compositeur du groupe, Mark Owen et Robbie Williams assurant initialement les chœurs, et Howard Donald et Orange jouant principalement le rôle de danseurs.
Le groupe compte 28 singles placés dans le top 40, 20 dans le top 10 et 17 dans le top 5 du UK Singles Chart, dont 12 ont atteint la première place. À l'échelle internationale, le groupe compte 56 singles numéro un et 42 albums numéro un. Ils comprennent huit Brit Awards, dont ceux du meilleur groupe britannique et du meilleur groupe britannique en concert. En 2012, ils reçoivent un Ivor Novello Award pour leur contribution exceptionnelle à la musique britannique. Selon la British Phonographic Industry (BPI), Take That est certifié pour des ventes de 14,4 millions d'albums et de 13,2 millions de singles au Royaume-Uni.
En 2014, le groupe enregistre un septième album studio, cette fois en trio, sans Williams et Orange. L'album, intitulé III, sort en novembre 2014 et devient le septième numéro un du groupe. Il est précédé par le single These Days, qui devient le 12e single numéro un du groupe au Royaume-Uni. En 2011, Take That établit le nouveau record de la tournée la plus rapide de tous les temps au Royaume-Uni avec Progress Live, battant le précédent record établi par leur Circus Live Tour en 2009. Lors des Brit Awards 2011, ils remportent le prix du meilleur groupe britannique. En 2012, Forbes les classe au cinquième rang des stars de la musique les mieux rémunérées au monde.

## Histoire

### Première période (1990–1996)
Après avoir connu un très grand succès jusqu'au milieu des années 1990 en tant que quintet, un nouveau quatuor reformé au milieu des années 2000 connut le succès sans Williams. Formé par Nigel Martin-Smith à Manchester en 1990, Take That vendit au moins 30 millions de disques entre 1991 et 1996. Entre la sortie de leur premier single en 1991 et la dissolution du groupe en 1996, la BBC a considéré Take That comme « le groupe britannique, aimé des jeunes comme des vieux, qui a obtenu le plus de succès après les Beatles[réf. nécessaire]. » Ses airs dance-pop et ses ballades mélancoliques ont dominé les tops britanniques pendant la première moitié des années 1990, engendrant deux des albums les plus vendus de la décennie, avec Everything Changes en 1993 (qui a été nommé pour le Mercury Prize en 1994), et Greatest Hits, en 1996.
En 1995, Robbie Williams quitte le groupe et a entamé une carrière en solo. En 1996, le groupe s'est séparé.

### Post-séparation (1997–2004)
Pendant la décennie de séparation, Robbie Williams eut une carrière solo couronnée de succès : il devint l'artiste britannique ayant vendu le plus d'album durant les années 2000. Mark Owen et Gary Barlow eurent un succès limité avec leurs albums solo. Howard Donald devint DJ en Allemagne et Jason Orange ne fit pas de carrière solo.
Mais après la sortie d'un documentaire en 2005 et d'un best-of, ils annoncèrent officiellement une tournée au Royaume-Uni en 2006 (toujours sans Williams), appelée The Ultimate Tour. Le 9 mai 2006, on annonça que Take That devait enregistrer leur premier album studio depuis 10 ans. En 2007, ils refirent une autre tournée (dans le monde entier), acclamée par les critiques, et qui est celle qui a vendu le plus de tickets depuis 1991. C'est la deuxième plus grande tournée du Royaume-Uni après celle de Robbie Williams.

### Retour (2005–2017)

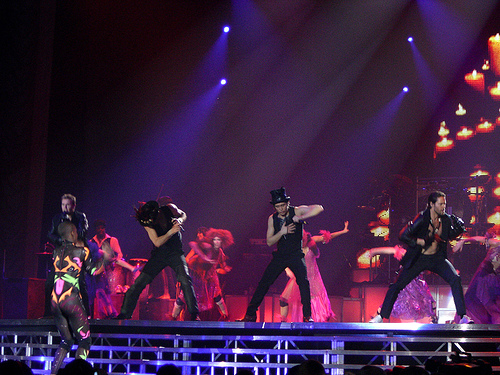
Take That au Metro Radio Arena de Newcastle en 2007.

En 2006, le groupe sort l'album Beautiful World, le premier depuis leur séparation en 1996, avec le single Patience. Suivra en 2008 l'album The Circus et en 2009 l'album live The Greatest Day : Take That Present the Circus Live.
Le 15 juillet 2010, Robbie Williams annonce son retour dans le groupe. Le 15 novembre 2010 sort l'album Progress, premier album avec Robbie Williams depuis son départ du groupe en 1995. Suivra une gigantesque tournée des stades au Royaume-Uni (plus grande tournée à ce jour en Angleterre) et en Europe avec Progress Live. Un véritable succès critique et commercial avec 50 dates à guichet fermé (1,8 million de billets vendus[réf. nécessaire]). Le groupe fait une pause après la tournée, pendant ce temps là, Robbie Williams (avec Take the Crown), Gary Barlow (avec Since I Saw You Last) et Mark Owen (avec The Art of Doing Nothing) relancèrent leurs carrières solo avec leurs nouveaux albums.
Le 12 août 2012, le groupe (à l'exception de Robbie Williams) participe à Londres à la cérémonie de clôture des 30e Jeux Olympiques modernes en interprétant le titre Rule the World. Le septième album studio, prévu d'abord fin 2013, sort en décembre 2014. L'album est intitulé III, pour indiquer les membres restants du groupe. Seuls Gary Barlow, Howard Donald et Mark Owen composent actuellement le groupe.
En 2015, Take That sort, le 20 novembre, une ré-édition de l'album III appelé III - 2015 Edition avec 4 nouveaux titres et un DVD de leur tournée Take That - Live 2015.

### 30eanniversaireetOdyssey(2018–2020)
Le 16 juillet 2018, alors qu'ils se produisaient lors du tout premier Hits Radio Live à la Manchester Arena, Barlow, Donald et Owen confirment qu'ils partiraient en tournée en 2019. Il s'agit d'une tournée des meilleurs succès, qui célèbre le 30e anniversaire du groupe. Il y a également eu un album Greatest Hits, Odyssey, qui sort le 23 novembre 2018. L'album comprend des chansons existantes de leur catalogue qui sont ré-imaginées et trois nouvelles chansons. Il comprend également des collaborations avec Boyz II Men, Lulu, Sigma et Barry Gibb. Odyssey atteint la première place du classement des albums au Royaume-Uni et est certifié disque de platine,. L'année suivante, Odyssey Live, l'enregistrement de leur tournée, atteint la cinquième place, devenant le 13e album du groupe à se classer dans le top 5, le DVD devenant la plus grande vente de musique live de 2019.
En mai 2020, Barlow, Donald et Owen se réunissent avec Williams pour une performance virtuelle depuis leurs maisons respectives, organisée par le site web de comparaison de prix comparethemarket.com, afin de collecter des fonds pour l'association caritative musicale Nordoff Robbins and Crew Nation.

### This Life(depuis 2022)
En juin 2022, Barlow confirme que le groupe avait commencé à travailler sur leur neuvième album studio prévu pour une sortie fin 2023. L'album est également confirmé par Owen plus tôt en mai. En octobre 2022, il est annoncé que Take That se produirait à BST Hyde Park le 1er juillet 2023, soutenu par The Script et les Sugababes.
Le 5 mai 2023, le groupe publie une reprise de Greatest Day à laquelle participent Calum Scott et l'artiste allemand Robin Schulz. Deux jours plus tard, le groupe se produit au concert du couronnement du roi Charles III, qui a lieu au château de Windsor,,. Le 15 juin 2023, le groupe se produit à Leicester Square pour la première de la comédie musicale Greatest Days de Take That, qui sort au cinéma le lendemain,. Le film est ensuite diffusé sur le service de streaming à domicile Amazon Prime Video. Le 20 septembre 2023, le groupe annonce que son nouveau single Windows sortirait le 22 septembre. Le soir même, le groupe annonce ses prochains concerts en projetant son logo sur des arènes et des stades du Royaume-Uni et de l'Irlande, notamment l'O2 Arena de Londres, le Ashton Gate Stadium de Bristol et la nouvelle arène Co-Op Live de Manchester. Le jour de la sortie de Windows, il est annoncé que leur neuvième album, intitulé This Life, sortirait le 24 novembre 2023. La tournée Life on Tour est également annoncée, débutant le 13 avril 2024 à l'Utilita Arena de Sheffield. Pour célébrer le lancement du nouvel album, un podcast en six épisodes présentant le groupe a été annoncé, avec un nouvel épisode chaque semaine comptant la sortie de l'album. Le 17 octobre, le groupe sort le deuxième single Brand New Sun. Le 3 novembre, le groupe a sorti le troisième single This Life. Trois jours seulement après la sortie de This Life, l'album enregistre les plus grosses ventes en première semaine pour un groupe britannique en 2023, dépassant les ventes des albums de Lewis Capaldi, Ed Sheeran et The Rolling Stones.
Le 10 décembre 2023, le groupe est la tête d'affiche du deuxième jour du Jingle Bell Ball de Capital FM à l'O2 Arena de Londres, qui comprend une performance spéciale de Relight my Fire avec Rita Ora. En janvier 2024, il est annoncé que le groupe donnera le tout premier concert dans le cadre de la journée d'ouverture du championnat SailGP 2023-24 à Abou Dabi le 13 janvier 2024. Le 25 mars 2024, le groupe annonce que son nouveau single You and Me sortira le 28 mars, afin de promouvoir les concerts de This Life on Tour, puis le 26 avril, le groupe sortira un autre single, All Wrapped Up, ainsi que l'annonce d'une édition de luxe de l'album This Life, qui contiendra les deux premiers titres, ainsi que trois autres titres studio. Le 5 avril 2024, le groupe annonce The Greatest Weekend, un nouveau festival s'étendant sur quatre jours à Malte. L'événement se déroulera du 17 au 20 octobre 2024 et devrait permettre au groupe d'interpréter l'album Everything Changes en direct et dans son intégralité pour la première fois depuis sa sortie en 1993, ainsi que ses plus grands succès. L'événement comprendra également des soirées en boîte de nuit, des fêtes au bord de la piscine et des invités spéciaux, notamment les Sugababes, Sam Ryder, Ella Henderson, Daniel Bedingfield, Heather Small, Gok Wan et un DJ set d'un membre du groupe, Howard Donald.

## Discographie

### Compilations
- 1996 : Greatest Hits
- 2005 : Never Forget: The Ultimate Collection (inclut 1 titre inédit Today I've Lost You)
- 2006 : The Platinum Collection (coffret) (réédition des 3 premiers albums + 10 titres bonus)

### Albums live
- 2009 : The Greatest Day : Take That Present the Circus Live
- 2011 : Progress Live
- 2018 : Odyssey (24 titres de leur répertoire réarrangés et produit par Stuart Price + 3 titres inédits Out of Our Heads, Spin et Everlasting)

### Apparitions
Love Love apparaît à la fin du générique de X-Men : Le Commencement. Rule the World apparaît dans le générique de Stardust, le mystère de l'étoile. Get Ready for It apparaït dans le générique du film Kingsman.

## Vidéographie
- 1992 : Take That and Party
- 1993 : Take That - The Party/Live at Wembley
- 1994 : Take That - Everything changes
- 1994 : Take That - Berlin
- 1995 : Take That - Hometown - Live at Manchester G-Mex
- 1995 : Take That - Nobody Else "The Movie"
- 1996 : Take That - Greatest Hits
- 2006 : Take That - Never Forget - The Ultimate Collection
- 2006 : Take That - For The Record - Official Documentary
- 2006 : Take That - The Ultimate tour
- 2008 : Take That - Beautiful World Live
- 2009 : Take That - The Circus Live
- 2010 : Take That - Look Back, Don't Stare : A film about Progress
- 2011 : Take That - Love Love